# Dasytricha
Dasytricha is een geslacht van trilhaardiertjes uit de familie Isotrichidae. Het geslacht omvat drie soorten D. ruminantium, D. hukuokaensis en D. kabanii. D. ruminantium is de oudst bekende soort uit dit geslacht, D. hukuokaensis is in 1954 beschreven, en D. kabanii in 2002. Dit geslacht is te herkennen aan de cilia of trilharen die als een spiraal lopen ten opzichte van de lengteas in tegenstelling tot soorten van het geslacht Isotricha, een ander geslacht uit de familie Isotrichidae, waarbij de cilia in rijen parallel aan de lengteas lopen.

## Soorten
- D. hukuokaensis
- D. kabanii
- D. ruminantium